# Włoska robota (film 1969)
Włoska robota (ang. The Italian Job) – brytyjska komedia sensacyjna z 1969 roku w reżyserii Petera Collinsona.

## Obsada
- Michael Caine – Charlie Croker
- Noel Coward – Pan Bridger
- Benny Hill – Profesor Simon Peach
- Rossano Brazzi – Beckerman
- Graham Payn – Keats
- Raf Vallone – Altabani
- Irene Handl – Panna Peach
- Tony Beckley – 'Camp' Freddie
- Margaret Blye – Lorna
- John Le Mesurier – Naczelnik
- Frank Kelly – Więzień w celi
- John Clive – Kierownik Garażu
- Stanley Caine – Coco
- Michael Standinq – Arthur
- Fred Emney – Birkinshaw
- John Louis Mansi – Urzędnik w sali komputerowej
- Henry McGee – Krawiec

## Nagrody
- 1970: nominacja do Złotego Globu za najlepszy film zagraniczny.